# مستجداوات الفك
مستجداوات الفك (الاسم العلمي:†Caenagnathinae) هي أسرة منقرضة من الديناصورات الصائدات المخلبية وحشية الأرجل تتبع فصيلة مستجدات الفك من رتبة العظائيات سارقة البيض.

## الأجناس
- †مستجد الفك
- †الآنزو
- †خاطفة أباتي (†Apatoraptor)
- †مستجد الفك الآسيوي (†Caenagnathasia)
- †ضيق الأيدي التالي (†Epichirostenotes)